# Парк Бабельсберг
Парк Бабельсберг (нем. Park Babelsberg) — парк с замком в одноимённом районе Потсдама на левом берегу реки Хафель близ деревни Глинике. Площадь парка составляет 124 гектара. Парк был разбит на холмистой территории, спускающейся к Глубокому озеру, по поручению принца Вильгельма, будущего императора Вильгельма I, и его супруги Августы ландшафтным архитектором Петером Йозефом Ленне, а затем Германом фон Пюклер-Мускау.
По примеру брата Карла, поселившегося во дворце Глинике, и брата Фридриха Вильгельма IV, устроившегося во дворце Шарлоттенхоф, принц Вильгельм также решил обзавестись собственным жильём. В этом начинании он нашёл поддержку у Ленне, мечтавшего превратить пригороды Потсдама в абсолютное произведение искусства. В 1833 году экономный король Фридрих Вильгельм III выдал своему второму сына Вильгельму разрешение на обустройство сада, вслед за этим Карлу Фридриху Шинкелю поручили подготовить проект дворца в Бабельсберге. Из-за нехватки финансирования работа Ленне продвигалась медленно. В отсутствие системы орошения в жаркое лето погибли все его посадки. С Ленне конфликтовала принцесса Августа, не соглашавшаяся с его планами сада, в конечном итоге Ленне уволили. В 1843 году для проведения ландшафтных работ в Бабельсберге пригласили князя Германа фон Пюклера.

## Литература

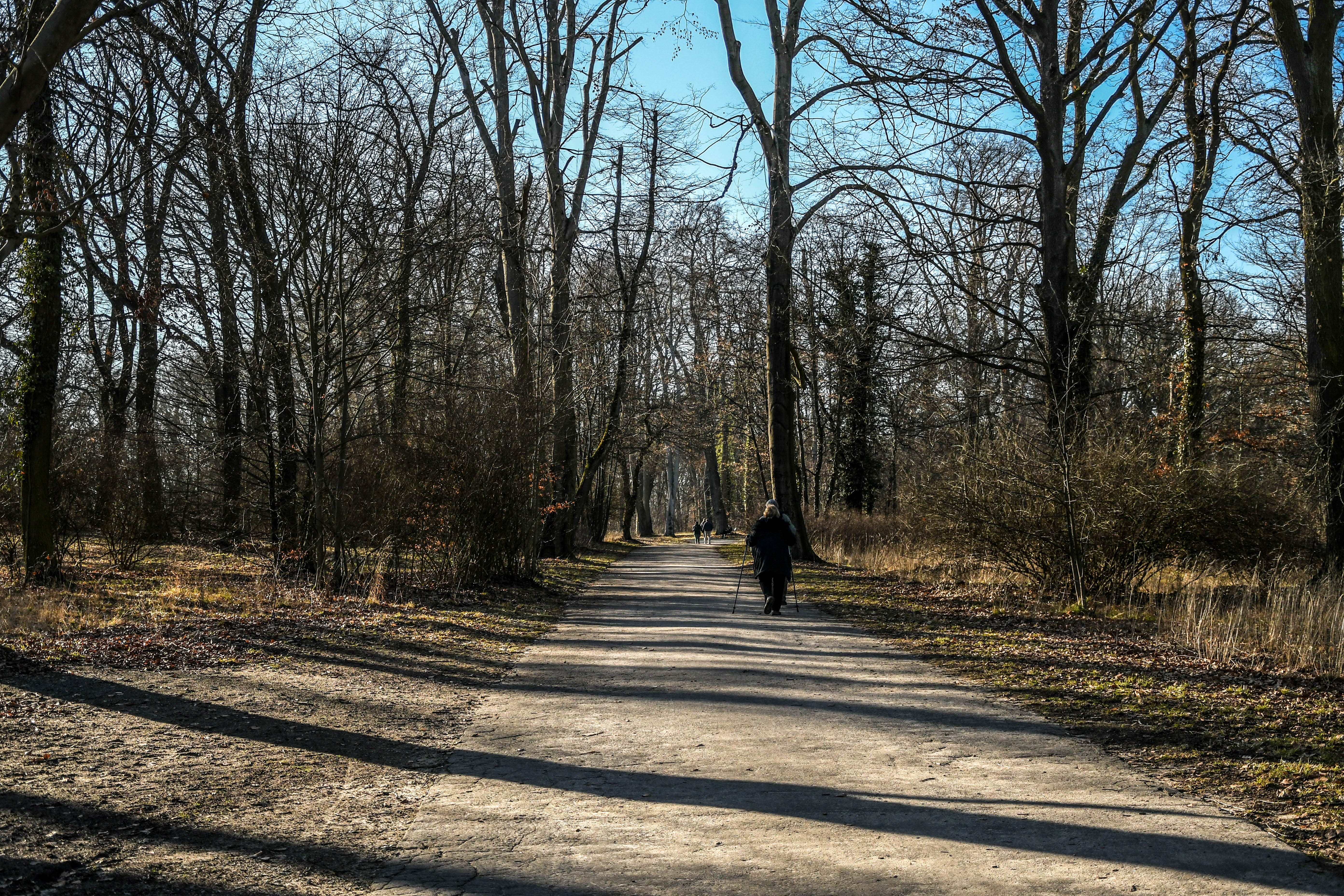
Парк Бабелсберг